# 13
Aquesta pàgina és per a l'any. Per al nombre, vegeu tretze.
L'any 13 dC (XIII) fou un any comú començat en diumenge del calendari julià.

## Esdeveniments
- Testament d'August.
- El senat romà aboleix els Vigintisexviri.[1] El duoviri viis extra urbem purgandis i els quatre praefecti Capuam Cumas van ser abolits per Augustus, reduint la vigintisexviri als vigintiviri.[2][3]
- Tiberi entra triomfant a Roma, gràcies a les campanyes que Germànic porta a la Germània.
- Reinstauració de Abgar V d'Edessa al tron d'Osroene.[4]
- Estrabó escriu els seus coneixements sobre la Terra.